# High Park (métro de Toronto)
Pour les articles homonymes, voir High Park (homonymie).
High Park est une station de la ligne 2 Bloor-Danforth, du métro de la ville de Toronto en Ontario au Canada. Elle est située au 1874 Bloor Street West à l'intersection de Quebec Avenue proche de High Park Avenue.

## Situation sur le réseau

Plan du métro de Toronto (2023)

Établie en souterrain, la station High Park de la ligne 2 Bloor-Danforth, est précédé par la station Runnymede, en direction du terminus Kipling, et est suivie par la station Keele en direction du terminus Kennedy.

## Histoire

### Histoire de High Park
High Park, situé au sud de la station de l'autre côté de la rue Bloor, est un parc récréatif de 161 hectares (400 acres) qui s'étend jusqu'au sud jusqu'au Queensway. Le parc comprend, entre autres, des aires de jeux, des installations sportives, des jardins, ainsi que des centres éducatifs tandis qu'un tiers du parc est réservé à l'état naturel, préservant une écologie rare de savane de chênes. C'est le deuxième plus grand parc de la ville de Toronto après le parc de la Rouge, et le plus grand parc entièrement à l'intérieur des limites de la ville.
High Park a été donné à la ville en 1876 à la suite du legs de John George Howard, qui a acheté la propriété en 1836. Non seulement il était propriétaire d'une ferme de moutons sur le terrain, il était également un architecte, un ingénieur, et un arpenteur-géomètre pour la ville de Toronto. Il a conçu et construit Colborne Lodge pour se loger lui et sa femme Jemima Frances Meikle. Comme la propriété était située sur le sommet du littoral de la baie Humber, Howard nomma sa propriété « High Park ».
Howard a pris sa retraite du travail en 1855. En 1873, Howard et Jemima ont décidé de faire don de leur propriété à la ville de Toronto. Le don était assorti d'un certain nombre de conditions, notamment permettre aux Howard de rester dans leur résidence et de recevoir une pension, et qu'aucun alcool ne soit jamais servi dans le parc. L'accord exigeait que la ville détienne le parc, « pour l'utilisation gratuite, le bénéfice, et la jouissance des citoyens de Toronto pour toujours et pour être appelé et désigné en tout temps par la suite High Park ».
L'accord a été officialisé en 1876 après que le conseil municipal de Toronto a approuvé le don par un vote de 13 contre 2. À l'époque, le parc n'était accessible que par bateau, par le Great Western Railway longeant le bord sud du parc, ou la rue à péage de Bloor. Après la réception de don, la ville a commencé à construire une route au nord de Lake Road dans les terres du parc, aujourd'hui mieux connue sous le nom de Spring Road et Centre Road. John Howard a vécu à Colbourne Lodge jusqu'en 1890. John et Jemima sont enterrés dans le parc, leur terrain marqué par un monument en pierre.
Les deux conseillers municipaux qui ont voté contre le don ont estimé que la propriété était trop éloignée de la ville pour être utile à ses habitants. Cependant, la ville grandit et établit son réseau de tramway. Les voies se sont rapprochées le long de Queen et, plus au nord, via la rue Dundas et l'avenue Howard Park. Le tramway Carlton a été acheminé vers High Park en 1923 après que le tramway College se rendait à la boucle de High Park avant 1910, et il y est resté, en dehors de la nuit.
Une boucle moins connue dans le parc, cependant, était la boucle du parc, située au sud de la rue Bloor à l'avenue High Park. Elle était principalement utilisée pour les parcours de courte distance jusqu'à ce que le tramway Bloor soit ramené à la station de métro Keele en 1966 et utilisé comme service de navette. Les voies traversant le parc ont été retirées entre 1966 et 1968, ainsi que les voies sur Bloor une fois que le métro a été prolongé à l'ouest de Keele et que la station High Park a ouvert ses portes.

### Station de métro
La station a ouvert ses portes le 10 mai 1968 faisant partie du prolongement de la ligne de métro Bloor-Danforth de Keele à Islington. La première station à l'ouest de l'ancien terminus de Keele, la station dessert un quartier résidentiel et le parc du même nom. Bien que l'achalandage soit modeste, la station se compose de deux entrées et d'un design qui complète le quartier environnant.
Très peu de changements avaient été apportés depuis l'ouverture de la station. En 2007, la Monarch Development Corporation a construit un immeuble de 8 étages au 20, avenue Gothic, situé directement au-dessus de la station. Après avoir négocié avec la société de transport, le promoteur immobilier a accepté de prendre un certain nombre de mesures pour assurer l'intégrité structurelle de la station, y compris la construction d'un grand réservoir d'ecrêtement des crues sous la façade de son immeuble pour écouler les eaux pluviales excessives de la station. Des pilotis en béton ont été placés autour de la station pour supporter la structure existante. Le portail à l'extrémité ouest de la station, situé sous l'extrémité ouest de l'immeuble, a également été reconstruit, avec des murs antibruit supplémentaires pour réduire le bruit dans le quartier. L'accord a été conclu avec l'échange d'un peu d'argent et d'une parcelle de terrain, mais la TTC n'en a pas profité pour y ajouter des ascenseurs, la rendant accessible aux fauteuils roulants.
La station a fait l'objet de rénovations vers 2008, pour des travaux de réfection de toiture et de réparation des parties de la structure. En plus de changer le panneau de fond bleu distinctif à l'entre de l'avenue Quebec, les rénovations ont ajouté une rampe accessible aux fauteuils roulants entre l'entrée de l'avenue Quebec et le niveau de la rue. Bien que la station ne soit pas accessible, cette rampe a permis aux passagers en fauteuil roulant de prendre l'autobus au terminus de la station.
Dans le cadre du Programme d'accès facilité de la TTC, les travaux d'accessibilité de la station débutent le 20 juin 2022, et seront achevés d'ici la fin de 2024. Ces travaux ajoutent deux nouveaux ascenseurs (un pour chaque quai du métro), améliorent la signalisation, installent des caméras de surveillance, et construisent une nouvelle structure d'entrée principale, avec des portes coulissantes automatiques. Pendant les travaux, l'entrée de l'avenue Quebec est fermée. Wi-Fi n'est plus disponible au niveau de la rue, disponible uniquement à la mezzanine et aux plateformes de métro. Les bancs au niveau de la rue sont déplacés, et les supports à vélo sur l'avenue Quebec sont enlevés, et seront restaurés à la fin des travaux.

## Services aux voyageurs

### Accès et accueil
La ligne dispose de quatre accès : l'accès de l'avenue Quebec, l'accès de l'avenue High Park, et l'accès nord de Parkview Gardens situé au coin de l'avenue Clendenan, l'accès sud de Parkview Gardens situé au coin de la rue Bloor Ouest. Les accès de l'avenue Quebec et de Parkview Gardens sont reliés au hall est, et l'accès de l'avenue High Park est relié au hall ouest.
Le quai d'autobus et l'arrêt de transport adapté sont situés à l'extérieur de la zone payée du métro. Le hall ouest sur l'avenue High Park est un accès sans personnel, et un agent de métro est disponible au hall est sur l'avenue Quebec.
La station dispose de deux quais latéraux en direction de Kipling et de Kennedy. Les quais de métro ne sont pas accessibles aux fauteuils roulants, et les travaux d'accessibilité sont en cours pour construire des ascenseurs.

### Desserte
La station High Park est desservie tous les jours de la semaine, la ligne fonctionnant de 5 h 40 à 2 h 05 du matin (à partir de 5 h 50 les samedis et jours fériés, et 8 h 10 les dimanches). Les fréquences sont entre 2 et 3 minutes aux heures de pointe, et entre 4 et 5 minutes hors pointe. La station est fermée en dehors des heures de service de la ligne. Le service est remplacé par la ligne 300 sur la rue Bloor pendant la nuit.

### Intermodalité
Elle est desservie par les lignes de bus de la TTC 30 High Park et 189 Stockyards à la boucle de bus sur l'avenue Quebec, à l'extérieur de la zone payée. En dehors des heures d'ouverture, la ligne de bus de nuit 300 Bloor—Danforth dessert les arrêts sur la rue Bloor aux avenues Quebec et Clendenan. Une preuve de paiement est exigée lors de la correspondance.

## À proximité
- High Park.